# The Man from G.R.A.M.P.A.
«The Man from G.R.A.M.P.A.» (укр. «Агенти Д.І.Д.») — двадцять перша серія тридцять другого сезону мультсеріалу «Сімпсони», прем'єра якої відбулась 16 травня 2021 року у США на телеканалі «Fox».

## Сюжет
Лондон, 1970 рік. У британській розвідці «MI5» агент Терренс шукає американця, який працює на Росію з кодовим ім'ям Сірий Лис, який живе в місті з атомною станцією. Терренс присягається присвятити цьому хоч усе життя…
50 років по тому у Спрінґфілдському замку пенсіонерів Гомер і Ейб йдуть до кімнати нового сусіда Ейба. Вони дізнаються, що кімнату купив Терренс. Терренс просить Гомера послухати його, і пропонує йому та його друзям випити у Мо. Пізніше вночі Терренс дзвонить Гомерові терміново приїхати до нього.
У будинку престарілих Терренс показує свою дошку доказів, згідно яких Абрахам Сімпсон може бути Сірим Лисом. Щоб остаточно переконати, наступного дня Терренс веде Гомера в гавань. Вони шпигують за Ейбом, який бере іншу тростину в іншого чоловіка, після чого отримує грошовий пакет від двох росіян. Гомера шокує, що батько, якого він знав, — насправді не той, ким здається…
У замку пенсіонерів Гомер будить Ейба, щоб врятувати батька. Він намагається вивести Ейба з будівлі до того, як з'явиться Терренс. Однак, на виході агент зупиняє їх, ховає їх у багажнику свого авто і їде.
Тим часом до замку приходить Мардж з дітьми потрапляють. Від санітарки вони дізнаються, що сталося. Потім вону зустрічають дочку Терренса, Гейзел. Вона каже, що Терренс вже давно у відставці і на старості трохи божеволіє минулим. Гейзел насторожує Сімпсонів, коли згадує, що батько може вбити людей…
У багажнику Ейб пояснює Гомерові, що поміняв тростину випадково, бо старий, а чоловіки, від яких він отримав конверт, — канадці, які дають йому ліки від тиску. Коли авто зупиняється на пустирі, виявляється, що це підмога поліції. Шеф Віґґам арештовує Терренса за викрадення.
Коли Ейб побачив, як сумно Терренсу, коли той усвідомив, що все життя був невдахою, Ейб вдає, що він насправді Сірий Лис і що «агент» досяг успіху. Терренс стає щасливим, що він виконав свою місію, і Гомер відвозить його назад у Спрінґфілд.
У фінальній сцені вдома Ліса чує російську мову з кімнати Меґґі, але насправді це іграшка зі звуками тварин виготовлена в Росії.

## Виробництво
У найперших чорнових варіантах сценарію Сірим Лисом був Джаспер Бредлі.

## Цікаві факти та культурні відсилання
- Назва серії і шпигунська тематика — відсилання до фільма й однойменного серіала «Агенти U.N.C.L.E.»[2].
- Кімната «MI5» створена за зразком кімнати для нарад у фільмі 2011 року «Шпигун, вийди геть!»[3].
- Серед профайлів Терренса на Ейба є Інтернет-мем «Old Man yells at cloud» (укр. «Старий матюкає небо»), а також продовження історії — «Cloud rains on old man, no one else» (укр. «Із хмари ллє на старого, ні на кого іншого»)[4][5].
- Санітарку будинку престаріх Олів названо на честь кішки сценаристки серії Керолін Омайн[6].
- Старі люди в замку пенсіонерів дивляться британську кримінальну драму 1949 року «Третя людина» з кадрами справжнього фільму. Протягом епізода є кілька відсилань до фільма[7][5].
- Сцена, в якій Гомер і дід Сімпсони опиняються в пастці в багажнику автомобіля, є відсиланням до фільму 1998 року «Out of Sight» (укр. «Поза полем зору»)[8].

## Ставлення критиків і глядачів
Під час прем'єри серію переглянули 1,06 млн осіб з рейтингом 0.4, що зробило її найменш популярною серією на той час.
Тоні Сокол з «Den of Geek» дав серії три з половиною з п'яти зірок, сказавши:
|  | Серія нагадує фільм, на якому Гомер заснув би. Згадки про британські шпигунські фільми надто шанобливі, і сміх доводиться витискати через надто жорстку верхню губу. Справа не в тому, що це надто розумно, а не смішно, як було в деяких попередніх епізодах. Він тягне за собою штампи…. |

Джессі Берета із сайту «Bubbleblabber» оцінив серію на 7/10, сказавши:
|  | Це була весела серія, яка спробувала щось інше. Звичайно, ми бачили багато давніх військових днів дідуся Сімпсона [і раніше], але небагато про це [військову справу], окрім виховання Гомера. Крім того, у цій історії було багато можливостей для розширення або для чогось несподіваного. На жаль, епізод дотримується майже тієї самої формули, яку ви очікували. Хоча це приємне доповнення до різноманітного 32 сезону. |

Згідно з голосуванням на сайті The NoHomers Club більшість фанатів оцінили серію на 3/5 із середньою оцінкою 2,6/5.